# Ginsweiler
Ginsweiler ist eine Ortsgemeinde im Landkreis Kusel in Rheinland-Pfalz. Sie gehört der Verbandsgemeinde Lauterecken-Wolfstein an.

## Geographie

### Geographische Lage
Ginsweiler liegt im Nordpfälzer Bergland im Odenbachtal, das zwischen Lautertal und Alsenztal zu finden ist. Zu Ginsweiler gehören auch die Wohnplätze Naumburgerhof und Ölmühle.
Die Region wird von vielen auch die „Alte Welt“ genannt.

### Nachbargemeinden
Die Nachbargemeinden sind im Norden beginnend im Uhrzeigersinn Adenbach, Becherbach, Reipoltskirchen und Cronenberg.

## Geschichte
Ginsweiler wurde im Jahr 1379 erstmals urkundlich erwähnt. Es gehörte zunächst zur Grafschaft Veldenz, dann zu Pfalz-Zweibrücken.
Nordöstlich des Naumburger Hofes bei Ginsberg befand sich die mittelalterliche Naumburg.

## Politik

### Bürgermeister
Roland Bender wurde im Sommer 2019 Ortsbürgermeister von Ginsweiler. Bei der Direktwahl am 26. Mai 2019 war er mit einem Stimmenanteil von 59,87 % für fünf Jahre gewählt worden. Sein Vorgänger Wolfgang Neu hatte das Amt 11 Jahre ausgeübt.
Bender wurde im Juni 2024 wiedergewählt.

### Wappen
| Wappen von Ginsweiler | Blasonierung: „In gespaltenem Schild rechts zwölffach von Silber und Blau unterteilt, links in Schwarz ein goldener Ginsterzweig.“ |
| Wappen von Ginsweiler | Wappenbegründung: Es wurde 1978 von der Bezirksregierung Neustadt verliehen. Die zwölffache Unterteilung in der vorderen Hälfte entstammt dem Wappen der Herren von Boxberg, die Farben der Grafschaft Veldenz. Hinten wird der Ortsname in den rheinland-pfälzischen Landesfarben redend dargestellt. |

## Wirtschaft und Infrastruktur
Im Nordwesten verläuft die Bundesstraße 420.
Ginsweiler liegt im Verkehrsverbund Rhein-Neckar. Der nächste Bahnhof ist Lauterecken-Grumbach an der Lautertalbahn nach Kaiserslautern; dorthin verkehren wochentags einige Busse der Linie 268. Zudem bestehen mit der Buslinie 131 werktags auch direkte Verbindungen von Ginsweiler nach Kaiserslautern Hbf.